# Arabia Felix
Arabia Felix (dobesedno: plodna/srečna Arabija; tudi starogrško: Εὐδαίμων Ἀραβία, Eudaemon Arabia) je bilo latinsko ime, ki so ga geografi prej uporabljali za opis južnega Arabskega polotoka ali današnjega Jemna.

## Etimologija
Izraz Arabia Felix (latinsko: »Srečna ali cvetoča Arabija«) je bil rimski prevod starejšega grškega helenističnega izraza Arabia Eudaimon, pripisan Eratostenu iz Kirene. Felix ima hkratni pomen »rodoviten«, rodoviten" in »srečen, blagoslovljen«. Arabia Felix je bila ena od treh regij, na katere so Rimljani razdelili Arabski polotok: Arabia Deserta, Arabia Felix in Arabia Petraea. Grki in Rimljani so Jemen imenovali Arabia Feliks.
Francoski izraz L'Arabie Heureuse ("Srečna Arabija") izhaja iz slabega prevoda iz latinščine. Ker je to območje najbolje namakano na polotoku, so ga imenovali »rodovitna Arabija«. Enega najzgodnejših takih zemljevidov iz leta 1654 je izdelal francoski kartograf Nicolas Sanson.

## Zgodovina
Jugozahodni del polotoka je v starih časih doživel več padavin in je bil zato veliko bolj zelen od preostalega polotoka, saj je užival več produktivnih polj. Visoki vrhovi in pobočja lahko podpirajo veliko vegetacije, rečne struge, imenovane vadi pa pomagajo, da so druga tla rodovitna. Leta 26 pr. n. št. je Elij Gal pod Avgustovim ukazom vodil vojaško ekspedicijo v Arabijo, vendar je moral po nekaj začetnih uspehih zaradi nezdravega podnebja in epidemije opustiti osvajanje tega območja.
Del tega, kar je vodilo do bogastva in pomena Arabije Felix za starodavni svet, je bil skorajšnji monopol nad trgovino s cimetom in začimbami, tako domačimi izdelki kot uvozom iz Indije in Afriškega roga. Strabon pravi, da je bila Arabia Felix sestavljena iz petih kraljestev, po eno bojevnikov, kmetov, »tistih, ki se ukvarjajo z mehanskimi veščinami; drugo dežela, ki nosi miro, in tretja dežela, ki nosi kadilo, čeprav iste države proizvajajo Kitajski cimet, cimet in nardo (Nardostachys jatamansi)«.
V 1. stoletju pr. n. št. je bilo arabsko mesto Eudaemon (običajno identificirano s pristaniščem Aden), v Arabii Felix, pretovorno pristanišče v trgovini v Rdečem morju. V rokopisu Periplus Eritrejskega morja (starogrško Περίπλους τῆς Ἐρυθρᾶς Θαλάσσης, Períplous tē̂s Erythrâs Thalássēs, novogrško Períplous tis Erythrás Thalássis; verjetno 1. stoletje našega štetja) je bilo opisano, kot da so ga zadeli težki časi. O lepo imenovanem pristanišču beremo, 
Eudaemon Arabia je bila nekoč polnopravno mesto, ko ladje iz Indije niso šle v Egipt, egipčanske pa si niso upale pluti v kraje dlje, ampak so prišle le do sem.
Nov razvoj trgovine v 1. stoletju našega štetja je vodil do tega, da so se trgovci izognili posrednikom iz Eudaemona in naredili nevarno neposredno prečkanje Arabskega morja do obale Indije.
Arabia Felix je naslov knjige danskega romanopisca Thorkilda Hansena iz leta 1962, ki podrobno opisuje katastrofalno znanstveno odpravo na to območje, ki jo je vodil Carsten Niebuhr in je trajala od leta 1761 do 1767. Verodostojnost nekaterih vidikov poročila pa je bila postavljena pod vprašaj.